# Kim Da-hyun
Kim Da-hyun (kor. 김다현, ur. 28 maja 1998), znana bardziej jako Dahyun – południowokoreańska piosenkarka i raperka. Po wygranej w programie survivalowym Sixteen została członkiem zespołu Twice, należącego do JYP Entertainment.

## Biografia
Dahyun urodziła się 28 maja 1998 roku. Dorastała z rodzicami i starszym bratem. W młodym wieku zaczęła śpiewać ze swoim chrześcijańskim chórem kościelnym. Dahyun po raz pierwszy zwróciła uwagę jako szóstoklasista w szkole podstawowej, wykonując taniec w kościele o nazwie „taniec orła” który został opublikowany na YouTube. Dahyun została zatrudniona, jako stażystka w JYP Entertainment po tym, jak jeden z pracowników zobaczył jej występ na festiwalu tanecznym, gdzie trenowała przez ponad trzy lata. W 2015 roku wzięła udział w programie w Sixteen – reality show stworzonym w celu wyłonienia członków nowej grupy żeńskiej JYP Entertainment. Została następnie wybrana jako jedna z ośmiu uczestniczek konkursu. W październiku 2015 roku Twice oficjalnie zadebiutowały, wraz z wydaniem pierwszego minialbumu The Story Begins i głównego utworu „Like Ooh-Ahh”. Według corocznego sondażu muzycznego Gallup Korea z 2017 roku Dahyun została uznana za siedemnastego najpopularniejszego idola w Korei Południowej.